# 정구용
정구용(鄭九鎔, 1943년 1월 15일~2025년 3월 25일)은 대한민국의 공무원 출신 정치가이다. 제38·39대 경상남도 하동군수를 지냈다. 초대 민선 하동군수이다.

## 생애
경상남도 하동군 횡천면 애치리 출신으로, 진주농림고등학교와 경상대학교를 5.16 특별장학생으로 졸업한 후 1960년대 농촌지도 사업에 헌신하였다. 경남 지역 시군의 농촌지도소(現 농업기술센터)에서 활동하며 농업기술 보급에 힘썼고, 이후 1970~80년대에는 경남농업기술원 기술보급과장과 경상남도 농산과장을 역임하였다. 이 시기 식량 자급과 녹색혁명의 확산에 기여한 바가 크다.
공직 생활에서는 행정 역량을 인정받아 남해, 하동 지역의 부군수를 지낸 후, 1995년과 1998년에 실시된 제1~2기 전국동시지방선거에서 하동군수로 선출되었다. 제2기에는 단독 출마로 당선되기도 하였다.
재임 기간 동안 금남 간척사업, 도로 인프라 확충, 녹차 산업 육성, 수출농업 기반 구축, 악양 최참판댁 조성과 평사리 일대 보전 등 지역 발전을 위한 다양한 사업을 주도하며 군정 전반에 큰 변화를 이끌었다.
8년의 군수 임기를 마친 뒤에는 후진 양성을 위해 자진 퇴임하고, 하동을 떠나지 않은 채 화개면에 거주하며 생애 마지막까지 고향을 지켜왔다.
2025년 3월 25일 숙환으로 사망하였다.

## 학력
- 경상대학교 농과대학 졸업

## 경력
- 경상남도 농촌진흥원 기술보급과장
- 경상남도 농림국 농산과장
- 경상남도 하동군수

## 역대 선거 결과
|  | 34.19% |

|  | 100.00% |

## 가족 관계
- 배우자: 이명자
  - 아들: 정성원, 정성부
  - 딸 : 정연심